# Pizza capricciosa

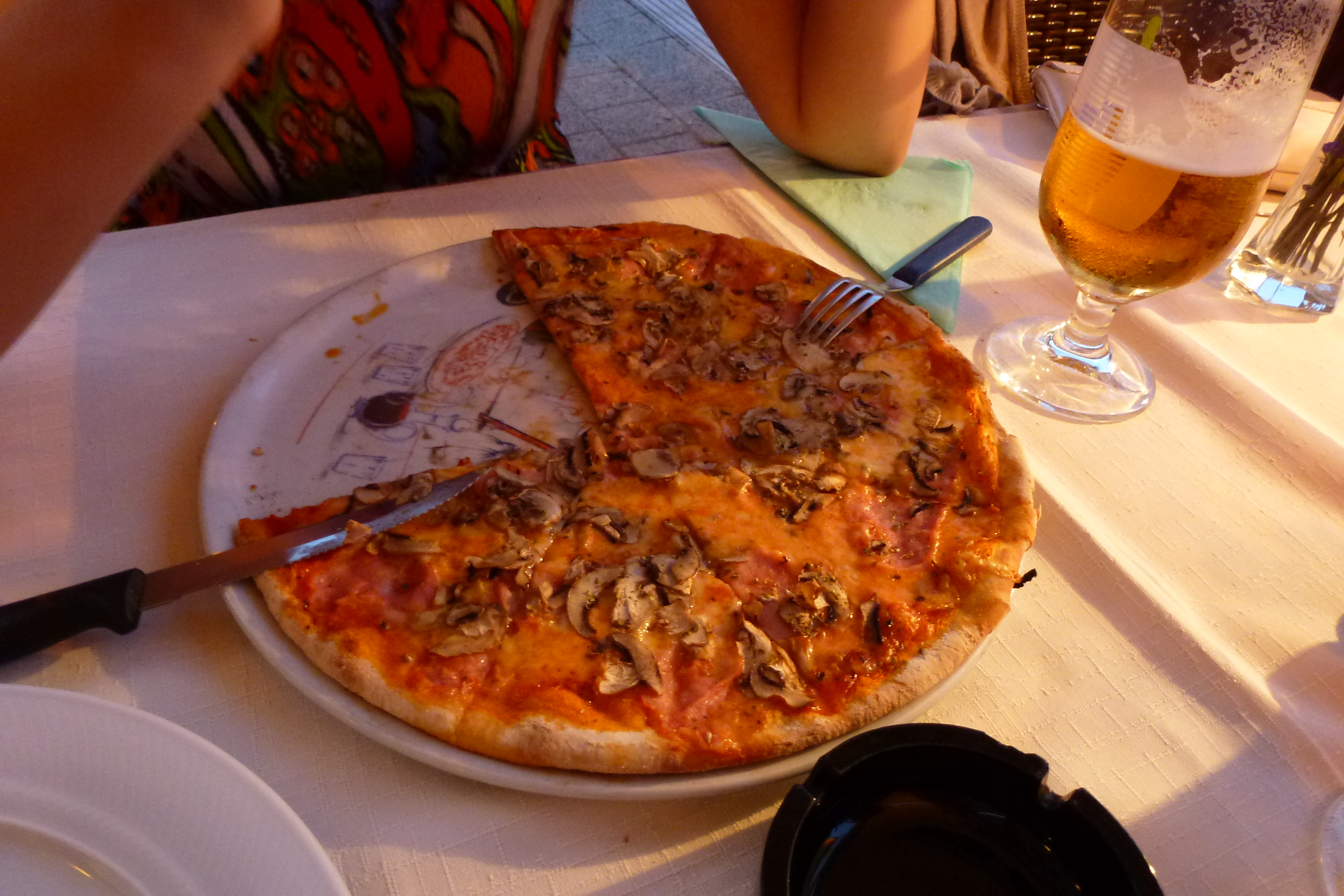
Pizza capricciosa we włoskiej restauracji

Pizza capricciosa – rodzaj pizzy w kuchni włoskiej, ze składnikami: ser mozzarella, pieczona szynka, grzyby (m.in. pieczarki), karczochy i pomidory. W niektórych wersjach pizzy są stosowane takie składniki, jak szynka parmeńska, oliwa, oliwki, bazylia czy jaja.